# محمد بکری
محمد بکری یک بازیگر و کارگردان فلسطینی‌ است.

## زندگی شخصی
بکری در روستای بیینا در اسرائیل متولد شد. او به دبستان در زادگاهش رفت و تحصیلات متوسطه خود را در نزدیکی شهر عکا دریافت کرد. وی در سال ۱۹۷۳ در دانشگاه تل آویو در رشته بازیگری و ادبیات تحصیل کرد و سه سال بعد فارغ‌التحصیل شد.
باکری با لیلا ازدواج کرده‌است و در کنار یکدیگر شش فرزند دارند. پسرانش آدام، زیاد و صالح بکری نیز بازیگر هستند.

## فیلم‌شناسی

### بازیگر
| سال  | عنوان                        | نفش            | کارگردان                | کشور              | یادداشت                  |
| ---- | ---------------------------- | -------------- | ----------------------- | ----------------- | ------------------------ |
| 1983 | هانا ک.                      | سلیم بکری      | کوستا گاوراس            | اسرائیل، فرانسه   |                          |
| 1984 | Beyond the Walls             | ایسان          | یوری باراباش، اران پیرس | اسرائیل           |                          |
| 1986 | Esther                       | مردخای         | عاموس گیتای             | اسرائیل، انگلستان |                          |
| 1987 | Death Before Dishonor        | گاوریل         | تری لئونارد             | ایالات متحده      |                          |
| 1988 | Rami og Julie                | عموی رمی       | اریک کلاسن              | دانمارک           |                          |
| 1989 | Ha Miklat                    |                | رشید مشاراوی            | اسرائیل           | فیلم کوتاه               |
| 1989 | Foreign Nights               | مرود           | ایزیدور ک. مسلم         | کانادا            |                          |
| 1991 | Cup Final                    | زیاد           | اران ریکلیس             | اسرائیل           |                          |
| 1993 | The Mummy Lives              | الکساتوس       | گری او هارا             | ایالات متحده      |                          |
| 1994 | Beyond the Walls II          | ایسان          | یوری باراباش            | اسرائیل           |                          |
| 1994 | The Tale of the Three Jewels | پدر آیدا       | میشل خلیفی              | فلسطین، بلژیک     |                          |
| 1994 | The Milky Way                | محمود          | علی نصار                | اسرائیل           |                          |
| 1995 | Sous les pieds des femmes    | امین ۱۹۹۶      | رشید کریم               | فرانسه            |                          |
| 1996 | Haifa                        | حیفا           | رشید مشاراوی            | فلسطین، هلند      |                          |
| 1997 | Desperado Square             | آورام ماندابون | بنی توراتی              | اسرائیل           |                          |
| 2001 | جسد                          | ابو یوسف       | جوناس مک کورد           | ایالات متحده      |                          |
| 2001 | The Olive Harvest            | پدر ریدا       | هانا الیاس              | فلسطین            |                          |
| 2004 | خصوصی                        | محمد ب.        | ساوریو کاستانزو         | ایتالیا           |                          |
| 2005 | Yasmine's song               | ابو اوده       | نجوا نجار               | فلسطین            | فیلم کوتاه               |
| 2007 | مزرعه چکاوک‌ها                | نظیم           | برادران تاویانی         | ایتالیا           |                          |
| 2010 | Marriage and Other Disasters | بوئر           | نینا دی ماجو            | ایتالیا           |                          |
| 2011 | نمک ماهیگیر                  |                | زیاد بکری               | فلسطین            | فیلم کوتاه               |
| 2013 | انسان ماندن- فیلم خواندن     | راوی           | فولویو رنزی             | ایتالیا           | فصل ۱۴                   |
| 2014 | ستمگر                        | شیخ رشید       | گیدئون راف              | ایالات متحده      | مجموعه تلویزیونی         |
| 2016 | از پادشاهان و پیامبران       | سموئیل         | آدام کوپر و بیل کالج    | ایالات متحده      | مجموعه تلویزیونی         |
| 2016 | آن شب                        | طریق           | جیمز مارش               | ایالات متحده      | مینی سریال               |
| 2017 | The Bureau                   | شهنا           | اریک روچانت             | فرانسه            | ۵ قسمت، مجموعه تلویزیونی |
| 2017 | واجب                         | ابو شادی       | ان ماری جکیر            | فلسطین            |                          |
| 2017 | آدم‌کش آمریکایی               | اشانی          | مایکل ونتسا             | ایالات متحده      |                          |
| 2020 | میهن                         | ابو قدیر       |                         | ایالات متحده      | ۸ قسمت، مجموعه تلویزیونی |

### کارگردان
| سال  | عنوان              | کشور            | یادداشت    |
| ---- | ------------------ | --------------- | ---------- |
| 1999 | ۱۹۴۸               | فلسطین، اسرائیل | فیلم مستند |
| 2002 | جنین، جنین         | فلسطین          | فیلم مستند |
| 2004 | از وقتی که تو رفتی | اسرائیل         | فیلم مستند |
| 2009 | زهرا               | فلسطین          | فیلم مستند |

## جوایز و اعتبارات
- جایزه برای بهترین بازیگر مرد را برای ایفای نقش در فیلم خصوصی در جشنواره بین‌المللی سینمای مستقل بوئنوس آیرس 2005[۳]
- جایزه بهترین بازیگر نقش اول مرد برای فیلم خصوصی به کارگردانی سوریو کوستانزو، جشنواره بین‌المللی فیلم لوکارنو ۲۰۰۴
- جایزه فلسطین برای سینما ۱۹۹۹ رام‌الله
- جایزه بهترین بازیگر نقش اول مرد برای نقش در حیفا به کارگردانی رشید مشاراوی، جشنواره والنسیا ۱۹۹۷
- جایزه بهترین بازیگر نقش اول مرد برای بازی در فیلم فراتر از دیوارها ۲ به کارگردانی یوری باراباش، جشنواره والنسیا ۱۹۹۴
- جایزه بهترین بازیگر نقش اول مرد برای ایفای نقش در فیلم فراتر از دیوارها به کارگردانی یوری باراباش، اسرائیل ۱۹۸۴
- جایزه بهترین بازیگر برای نقش در فیلم فصل مهاجرت به شمال، به کارگردانی طیب صالح، اقتباسی و کارگردانی اولیل زهار، در جشنواره Acco، اسرائیل ۱۹۹۳.